# Dexel
Le terme dexel peut signifier deux choses : depth pixel ou bien detector element.

## Depth pixel
La locution anglaise depth pixel signifie littéralement « pixel de profondeur », et est un concept théorique utilisé pour représenter de manière discrétisée des fonctions définies sur des surfaces. Cette notion est utilisée dans la modélisation géométrique et en modélisation numérique. Un terme equivalent est le Z-map.
Concrètement, le dexel est défini comme la valeur nodale d'un champ scalaire ou vectoriel sur une surface maillée. Les dexels sont en particulier utiles pour la simulation des procédés de fabrication (tels que le tournage, le fraisage ou le prototypage rapide), lorsque les surfaces des pièces usinées subissent des modifications. Dans ces cas d'applications, il est pratique d'employer une description par des dexels de l'évolution de la surface, surtout lorsque l'échelle de variation de l'épaisseur coupée est très différente de celle des éléments finis du modèle structural de la pièce. Par exemple, dans le cas de fraisage, la dimension du copeau (pouvant descendre à 10 µm voire 1 µm) est souvent plusieurs ordres de grandeur en dessous du pas de maillage éléments finis (de l'ordre de 1 mm).

## Detector element
La locution anglaise detector element signifie littéralement « élément de détecteur » ; c'est le pendant du pixel pour un détecteur surfacique, par exemple un capteur CCD. Ainsi, lorsqu'un fabricant indique qu'un appareil photographique numérique possède « 10 mégapixels », il devrait en fait indiquer « 10 mégadexels ».
Il n'y a pas nécessairement correspondance entre la valeur collectée par un dexel et la valeur d'un pixel de l'image créée ; par exemple, un capteur de 10 mégadexels peut servir à former une image de 640 × 480 pixels, soit 0,3 mégapixels. Les informations collectées par un ou plusieurs dexels peuvent être modifiées (rééchantillonné, combiné…) pour donner la valeur d'un pixel.

## Sources
- (en) Cet article est partiellement ou en totalité issu de l’article de Wikipédia en anglais intitulé « Dexel » (voir la liste des auteurs).